# جومبر پاتیاشویلی
جومبر پاتیاشویلی (گرجی: ჯუმბერ პატიაშვილი) (زاده ۵ ژانویه ۱۹۴۰) سیاستمدار گرجی است. وی از سال ۱۹۸۵ تا ۱۹۸۹ رهبر کمونیست جمهوری شوروی سوسیالیستی گرجستان بود.
وی در لاگودخی، کاختی (گرجستان شرقی) متولد شد و از مؤسسه کشاورزی تفلیس فارغ‌التحصیل شد. از سال ۱۹۶۶، وی برای کومسومول فعالیت می‌کرد. در سال ۱۹۸۵ جانشین ادوارد شواردنادزه به عنوان دبیر اول حزب کمونیست گرجستان شد.
وی سه دوره نماینده مجلس گرجستان بود. در مه ۲۰۰۸ پاتیاشویلی نامزد انتخابات مجلس از حوزه انتخابیه گوری شد اما به مجلس راه نیافت.